# Rafael Sánchez Lozano
Rafael Sánchez Lozano (Linares, 31 de mayo de 1854- Madrid, 16 de enero de 1922), fue un ingeniero de Minas español y académico de la Real Academia de Ciencias Exactas, Físicas y Naturales. 

## Biografía
Hijo del también ingeniero y director de las Minas de Almadén Eusebio Sánchez , siguió los pasos de su progenitor deviniendo al final de su larga carrera inspector general del Cuerpo de Ingenieros de Minas. Jefe superior de Administración, fue consejero de instrucción pública y director del Instituto Geológico de España de 1915 a 1922.  
Ingresó en la Escuela Especial de Ingenieros de Minas de Madrid en 1873 y al terminar la carrera en 1877 entró en la Comisión del Mapa Geológico de España, donde permaneció toda su vida. En su boletín publicaría la mayor parte de sus trabajos. Estudió la geología provincial de Burgos (1884), la de Logroño (1894) y la geología y minería de Cáceres (1899). Con el ingeniero de minas Pedro Palacios publicó sus investigaciones sobre el Weald de Soria yLogroño (1885) y con Gabriel Puig y Larraz la geología de Santander (1888).  
Desde su cargo contribuyó a la tercera edición del Mapa geológico de España y promovió estudios de cuencas mineras, yacimientos de hierro y aguas subterráneas en las provincias de Burgos, Logroño, Santander y Palencia.
Le fue otorgada la gran cruz de la Orden de Isabel la Católica y en 1903 fue escogido académico Real Academia de Ciencias Exactas, Físicas y Naturales, e ingresó con el discurso Origen de la Hornaguera y formación de las cuencas hulleras españolas.
Es bisabuelo del empresario Rafael Sánchez-Lozano Turmo y tatarabuelo del empresario Juan Lladó Arburúa.

## Obras
- Descripción fisica, geológica y minera de la provincia de Logroño
- Estudio relativo a los terremotos ocurridos en la provincia de Murcia en 1911 (1912)